# Масерија Кавалијери (Потенца)
Масерија Кавалијери (итал. Masseria Cavalieri) је насеље у Италији у округу Потенца, региону Базиликата.
Према процени из 2011. у насељу је живело 122 становника. Насеље се налази на надморској висини од 870 м.